# Джудіт Керр
Джудіт Керр (англ. Judith Kerr; (14 червня 1923 , Берлін  — 22 травня 2019 , Лондон ) — британська дитяча письменниця і художниця. Авторка відомої книжки «До нас на чай заходив тигр!» та серії історій про кота Моґа, а також кількох романів для підлітків, найвідоміший з яких — напівбіографічний роман «Коли Гітлер вкрав рожевого кролика» (1971).

## Біографія
Народилася 14 червня 1923 року в Берліні. Донька німецько-єврейського театрального критика і письменника Альфреда Керра, який зазнав переслідувань за пряму критику нацистської влади. У 1933 році Джудіт разом з родиною покинула Німеччину. За деякий час у Німеччині було спалено книжки Альфреда Керра. Спершу родина переїхала до Швейцарії, згодом до Франції, поки Керри врешті не отримали дозвіл на в'їзд у Велику Британію. Події свого дитинства Джудіт описала в книзі «Коли Гітлер вкрав рожевого кролика».
Під час Другої світової війни Джудіт працювала в Червоному хресті, допомагала пораненим солдатам. У 1945 році отримала стипендію на навчання в Центральній школі мистецтв і ремесел та стала художницею, про що мріяла з дитинства. Після закінчення навчання деякий час працювала викладачем малювання. Згодом познайомилася зі сценаристом BBC Найджелом Нілом, який порадив їй піти працювати у телекомпанію, де вона влаштувалася телевізійним сценаристом. У 1954 році Джудіт та Ніл одружилися і прожили разом у шлюбі до смерті Ніла у 2006 році.
Жила у Лондоні, мала двох дітей. Після короткої хвороби померла у травні 2019 р. у віці майже 96 років.

## Творчість
У 1968 році  у видавництві «HarperCollins» вийшла дебютна і найвідоміша на сьогодні книжка Джудіт Керр, проілюстрована самою письменницею, — «До нас на чай заходив тигр!». Цю історію про те, як Софі з мамою чаювали з тигром, який сам себе запросив на чаювання і з'їв всю їжу, письменниця часто розповідала своїм дітям перед сном, а опісля вирішила записати й намалювати.
Не менш популярні твори Джудіт Керр — серія книжок про кота Моґа. Загалом з 1970 до 2015 у серії вийшло 18 книжок. Що не характерно для дитячої серії, головний герой помирає в останній книзі — «Прощавай, Моґ» (Goodbye, Mog). У 2004 році кіт Моґ повернувся як анімований персонаж серіалу «Моґ — забудькуватий кіт» (Mog the Forgetful Cat) за мотивами книжок письменниці.
У 2015 році кіт Моґ став героєм новорічної реклами супермаркету Sainsbury's.
Одна з останніх книжок Керр — «Мій Генрі» (My Henry), що вийшла у 2011 році і присвячена її чоловікові.

## Відзнаки
У 1974 році отримала Німецьку молодіжну літературну премію за книжку «Коли Гітлер вкрав рожевого кролика».
У 2012 році була нагороджена Орденом Британської імперії за здобутки в галузі дитячої та підліткової літератури і вивчення Голокосту.

## Українські переклади
- До нас на чай заходив тигр! [Текст] / Джудіт Керр ; пер. з англ. К. Міхаліциної. — Львів : Видавництво Старого Лева, 2017. — 32 с. — ISBN 978-617-408-0